# توسیع جبری
در جبر مجرد، توسیع میدانی چون {\displaystyle L/K} را جبری گویند اگر هر عضو از L روی K جبری باشد، یعنی هر عضو از L، ریشه چندجمله‌ای ناصفری است که ضرایب آن از K گرفته شده. توسیعات میدانی که جبری نباشند، دارای اعضای متعالی بوده و به آن توسیع متعالی می‌گویند.
به عنوان مثال، توسیع میدانی {\displaystyle \mathbb {R} /\mathbb {Q} }، یعنی میدان اعداد حقیقی به عنوان توسیعی از میدان اعداد گویا، متعالی است، در حالی که توسیعات میدانی {\displaystyle \mathbb {C} /\mathbb {R} } و {\displaystyle \mathbb {Q} ({\sqrt {2}})/\mathbb {Q} } جبری اند که در آن {\displaystyle \mathbb {C} } نمایانگر میدان اعداد مختلط است.
تمام توسیعات متعالی، از درجه نامتناهی اند. این به نوبه خود ایجاب می‌کند که تمام توسیعات متناهی جبری‌اند. با این حال عکس این حالت صحیح نیست: یعنی توسیعات نامتناهی وجود دارند که جبری اند. به عنوان مثال، میدان تمام اعداد جبری، توسیع جبری نامتناهی از اعداد گویاست.
اگر a پوشش جبری روی K باشد، آنگاه K[a]، یعنی مجموعه تمام چندجمله‌ای‌های برحسب a که ضرایبشان در K اند، نه تنها حلقه، بلکه میدان است: توسیعی جبری از K که درجه متناهی روی K داشته باشد. عکس آن هم صحیح است، اگر K[a] میدان باشد، آنگاه a روی K جبری است. در حالت خاص که {\displaystyle K=\mathbb {Q} } باشد، {\displaystyle \mathbb {Q} [a]} مثالی از میدان عددی جبری خواهد بود.
میدانی که هیچ توسیع محضی نداشته باشد را میدان بسته جبری نامند. مثالی از چنین میدانی، اعداد مختلط اند. هر میدان دارای توسیع جبری بسته‌ای است (به آن بستار جبری گویند). اما اثبات آن در حالت کلی نیازمند شکلی از اصل انتخاب است.
توسیع {\displaystyle L/K} جبری است اگر و تنها اگر هر زیر K-جبر از L میدان باشد.

## ارجاعات
1. ↑  See also Hazewinkel et al. (2004), p. 3.

- مشارکت‌کنندگان ویکی‌پدیا. «Algebraic Extension». در دانشنامهٔ ویکی‌پدیای انگلیسی، بازبینی‌شده در ۴ مهٔ ۲۰۲۱.